# Antimicrobial Agents and Chemotherapy
Antimicrobial Agents and Chemotherapy (AAC), in Literaturzitaten als Antimicrob. Agents Chemother. abgekürzt, ist eine wissenschaftliche Zeitschrift, die von der American Society for Microbiology veröffentlicht wird. Die erste Ausgabe erschien im Januar 1972. Die Zeitschrift erscheint monatlich.
Es werden interdisziplinäre Arbeiten, die die Mechanismen von antimikrobiellen und antiparasitären Substanzen aufklären, veröffentlicht. Weiterhin werden Studien zu Tiermodellen, zur pharmakologischen Charakterisierung und klinische Studien publiziert.
Der Impact Factor lag im Jahr 2014 bei 4,476. Nach der Statistik des ISI Web of Knowledge wird das Journal mit diesem Impact Factor in der Kategorie Pharmakologie und Pharmazie an 27. Stelle von 254 Zeitschriften und in der Kategorie Mikrobiologie an 19. Stelle von 119 Zeitschriften geführt.
Chefherausgeber ist Louis B. Rice (Brown University, Providence, Rhode Island, Vereinigte Staaten von Amerika).